# Audon
Audon (okzitanisch gleichlautend) ist eine französische Gemeinde mit 410 Einwohnern (Stand: 1. Januar 2022) im Département Landes in der Region Nouvelle-Aquitaine. Audon gehört zum Arrondissement Dax und zum Kanton Pays Morcenais Tarusate. Die Einwohner werden Audonnais genannt.

## Geographie
Audon liegt etwa 34 Kilometer ostnordöstlich von Dax. Der Midouze begrenzt die Gemeinde im Norden und Nordwesten, der Adour im Süden. Umgeben wird Audon von den Nachbargemeinden Bégaar im Norden und Nordwesten, Tartas im Osten und Nordosten, Gouts im Südosten, Onard im Süden sowie Vicq-d’Auribat im Westen und Südwesten.

## Bevölkerungsentwicklung
| Jahr                       | 1962 | 1968 | 1975 | 1982 | 1990 | 1999 | 2026 | 2018 |
| Einwohner                  | 342  | 325  | 314  | 279  | 276  | 275  | 323  | 378  |
| Quellen: Cassini und INSEE |      |      |      |      |      |      |      |      |

## Sehenswürdigkeiten

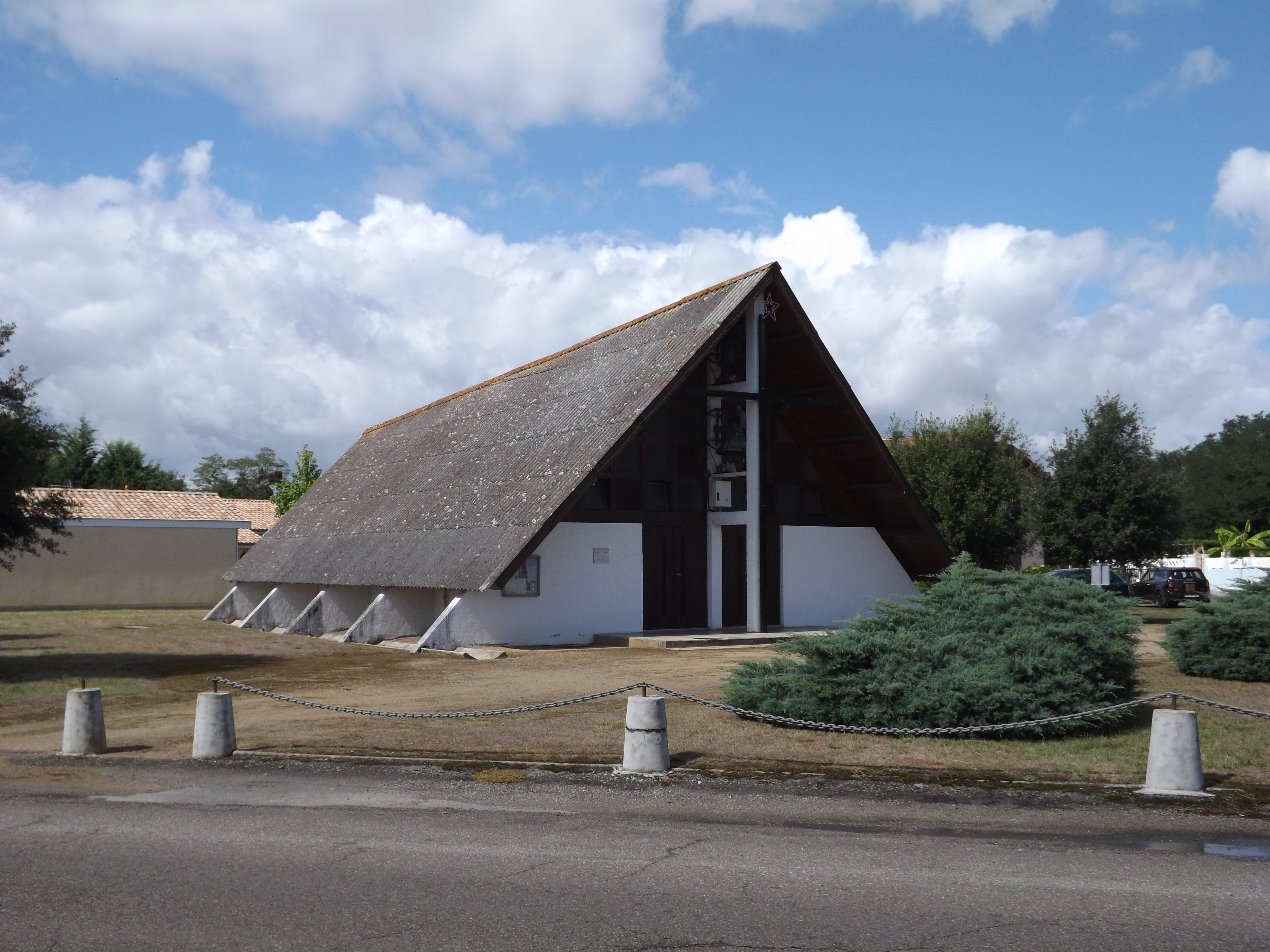
Kirche Saint-Laurent

- Kirche Saint-Laurent